# IC 2586
IC 2586 est une vaste galaxie elliptique située dans la constellation de l'Hydre. Sa vitesse par rapport au fond diffus cosmologique est de 3 985 ± 32 km/s, ce qui correspond à une distance de Hubble de 58,8 ± 4,1 Mpc (∼192 millions d'al). Elle a été découverte par l'astronome américain Lewis Swift en 1898.
En raison d'une brillance de surface égale à 11,63 mag/am2, on peut qualifier IC 2586 de galaxie présentant une brillance de surface élevée.
À ce jour, deux mesures non basées sur le décalage vers le rouge (redshift) donnent une distance de 85,100 ± 35,214 Mpc (∼278 millions d'al), ce qui est à l'intérieur des valeurs de la distance de Hubble, malgré l'incohérence entre les valeurs de celles-ci (85,1 Mpc et 35,2 Mpc).

## Groupe de NGC 3311
IC 2586 fait partie du groupe de NGC 3311. Ce groupe de galaxies compte au moins 19 galaxies, dont NGC 3307, NGC 3308, NGC 3311 et NGC 3315.
NGC 3315 et donc toutes les galaxies du groupe de NGC 3311 font partie l'amas de l'Hydre (Abell 1060). L'amas de l'Hydre est l'amas dominant du superamas de l'Hydre-Centaure.